# Avro Type D
Bei der Avro Type D handelt es sich um ein Doppeldecker-Flugzeug des britischen Herstellers Avro.

## Geschichte
Nachdem Avro sich in den ersten drei Produktionsjahren nur dem Bau von Dreideckern verschrieben hatte, wurde am 1. April 1911 in Brooklands mit der Type D der Erstflug eines zweisitzigen Avro-Doppeldeckers durchgeführt.
Die Maschine galt unter den Piloten als äußerst gutmütig und leicht zu fliegen. Insgesamt sollen sechs Exemplare (sieben Exemplare nach anderen Quellen) der Type D gebaut worden sein – alle unterschieden sich in diversen Details wie zum Beispiel der Motorisierung voneinander.
Die britische Marine erwarb eine Maschine zur Erprobung auf dem Luftschifftender Hermione, die am 18. November 1911 als erstes britisches Flugzeug einen erfolgreichen Wasserstart durchführte.
Eine modifizierte Type D wurde zur Teilnahme an dem Circuit-of-Britain-Rennen der Daily Mail mit einem wassergekühlten E.N.V.-Motor mit 45 kW (61 PS) ausgestattet. Zu einer Teilnahme an dem Rennen kam es jedoch nicht mehr, da die Maschine vorher abstürzte.
Weitere alternative Motorisierungen waren ein Green-Reihenmotor mit 34 kW (46 PS), ein Viale-Motor mit 26 kW (35 PS) und der Isaacson-Motor mit 37 kW (50 PS).
Hergestellt wurde die Maschine in Avros Produktionsbetrieben in Manchester und Brooklands, Surrey.

## Militärische Nutzung
Vereinigtes Königreich
- Royal Navy

## Technische Daten
| Kenngröße             | Daten                                   |
| --------------------- | --------------------------------------- |
| Besatzung             | 2                                       |
| Länge                 | 8,53 m                                  |
| Höhe                  | 2,79 m                                  |
| Spannweite            | 9,45 m                                  |
| Flügelfläche          | 28,80 m²                                |
| max. Startmasse       | 227 kg                                  |
| Höchstgeschwindigkeit | 78 km/h                                 |
| Reichweite            | ca. 160 km                              |
| Triebwerke            | ein Green-Reihenmotor mit 26 kW (35 PS) |